# モハメド・クーナ・ウルド・ハイダラ

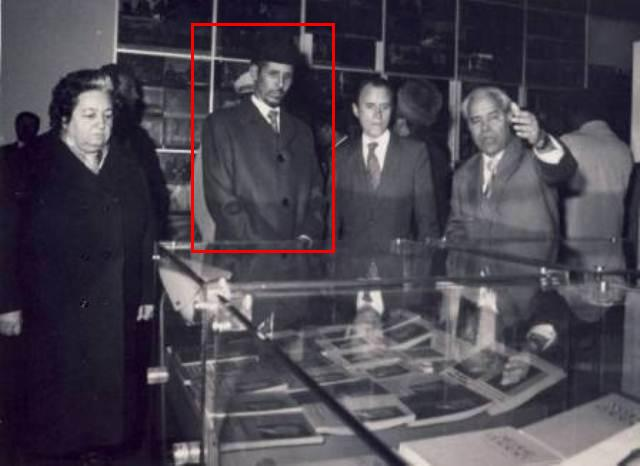
1983年撮影（赤枠の人物）

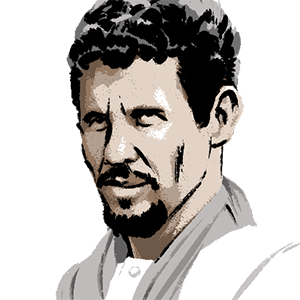
ボイス・オブ・アメリカが作成した肖像画

モハメド・クーナ・ウルド・ハイダラ（Mohamed Khouna Ould Haidalla、1940年 - ）は、モーリタニアの軍人、政治家。1980年1月4日から1984年12月12日まで、モーリタニアの元首である国家救済軍事委員会委員長を務めた。
1975年7月10日にモクタル・ウルド・ダッダ政権に対するクーデターが起きるとそれに参加し、ムスタファ・ウルド・サレクのもとで参謀長に就任した。しかしサレクは西サハラ問題などで失点を重ねたため、1979年4月6日軍事政権の再編によってサレクを追い落とした。首相にはアハマド・ウルド・ブシェフ大佐が就任したが、ブシェフは就任後わずか50日で飛行機事故によって死亡し、シディ暫定首相を経て、ハイダラが首相に就任した。
首相に就任するとハイダラはまず、6月末にモハメド・マフムード・ウルド・ルリーを議長にすることでサレクを完全に失脚させ、ルリーとともにポリサリオ戦線との和平に成功した。そののち、1月4日にハイダラはルリーを失脚させて議長の座に就き、完全に政権を握った。
しかし失脚させたシディやサレクがクーデターを計画するなど政権は安定しなかった。ハイダラはマーウイヤ・ウルド・シディ・アハメド・タヤを参謀長に就任させて自らは国防相の座を首相と兼任したが、この人事によって軍の実権はタヤが握るようになり、1984年12月12日にタヤのクーデターによってハイダラは失脚した。